# Goldoni (entreprise)
Pour les articles homonymes, voir Goldoni.
Goldoni est une entreprise d'ingénierie italienne basée dans le village de Migliarina à Carpi (province de Modène), constructrice de machines agricoles depuis 1926. En mars 2021, la société est rachetée par la Keestrack group.

## L'histoire

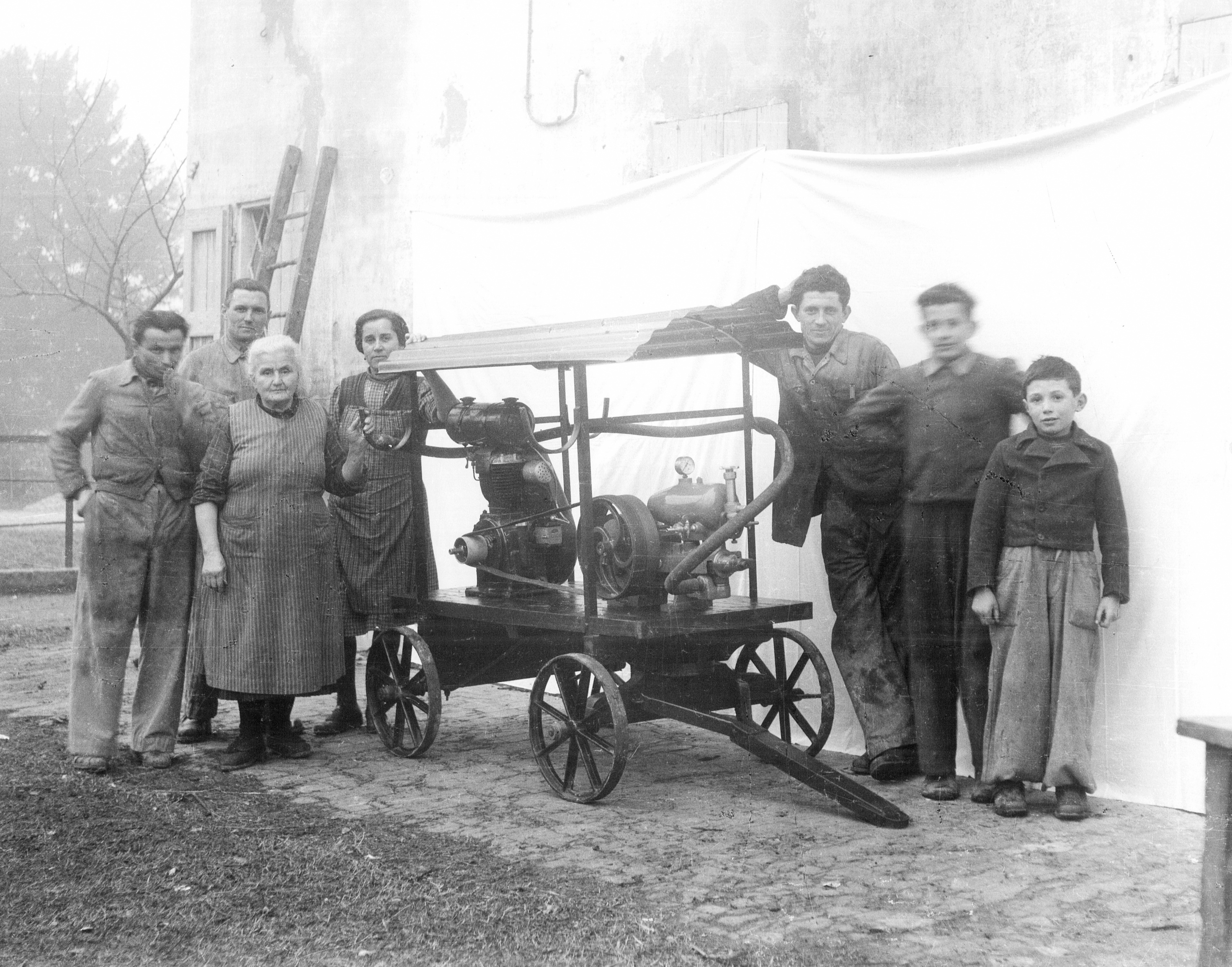
La famille Goldoni en 1948

En 1926, Celestino Goldoni fonde Goldoni Macchine Agricole, la société commence la production de pompes pour l'irrigation.
En 1955, Goldoni complète sa gamme avec des motofaucheuses et des motoculteurs qui feront la réputation de la marque en Italie comme à l'étranger. Pour assurer leur distribution sur tout le territoire italien, il signe une exclusivité commerciale avec Federconsorzi.
C'est en 1961 que l'entreprise produira son premier tracteur agricole, la série "Export", qui sera vendue jusqu'en 1973 à plus de 30 000 exemplaires. En 1969, "Goldoni SpA" lance la série "Universal" qui sera vendue à plus de 32 000 exemplaires. Les modèles connaissent un franc succès au point d'inciter l'entreprise se développer en construisant une seconde usine et passe des accords commerciaux de distribution à l'étranger. En 1986, la société fait travailler 500 salariés directs et produit 30 000 tracteurs chaque année.
En 1969, Goldoni SpA remporte un important marché à Cuba pour la vente de 1 500 tracteurs GM4 et "Export" pour cultiver les champs de canne à sucre.
En 1978, la société inaugure sa première implantation directe à l'étranger avec la création de sa filiale "Goldoni France". En 1980 un accord est signé avec Tbilisi en Géorgie, (ex Union soviétique) pour la construction d'une usine de production locale et la commercialisation des gammes "Goldoni 700" et "Motoculteurs Super 600".
En 1982, Goldoni SpA lance son premier tracteur "traditionnel" non isodiamétrique, la série "Compact", des tracteurs conçus spécialement pour intervenir dans les vergers et les vignes. En 1984/85, la société signe un accord de coopération avec la République Populaire de Chine et délivre une licence pour la production locale et la commercialisation en Chine des gammes "Transportes", "Goldoni 800", "Universal" et "900 RS".
En 1986, Goldoni signe un accord avec l'américain John Deere pour produire à ses couleurs et lui vendre des tracteurs vergers et vignerons qu'il distribuera sous sa marque dans son réseau mondial. Un accord sera signé avec l'Iran pour la constitution d'une filiale locale pour la production et la commercialisation des gammes "Universal", "900 RS" et des motofaucheuses de la marque.
Au début des années 1990, avec le rachat de la société italienne ITMA, Goldoni SpA se lance dans la production de tracteurs chenillés spécialisés et lancera en 2002 la série "Star Quadrifoglio", un tracteur spécial pour les vergers et les vignes.

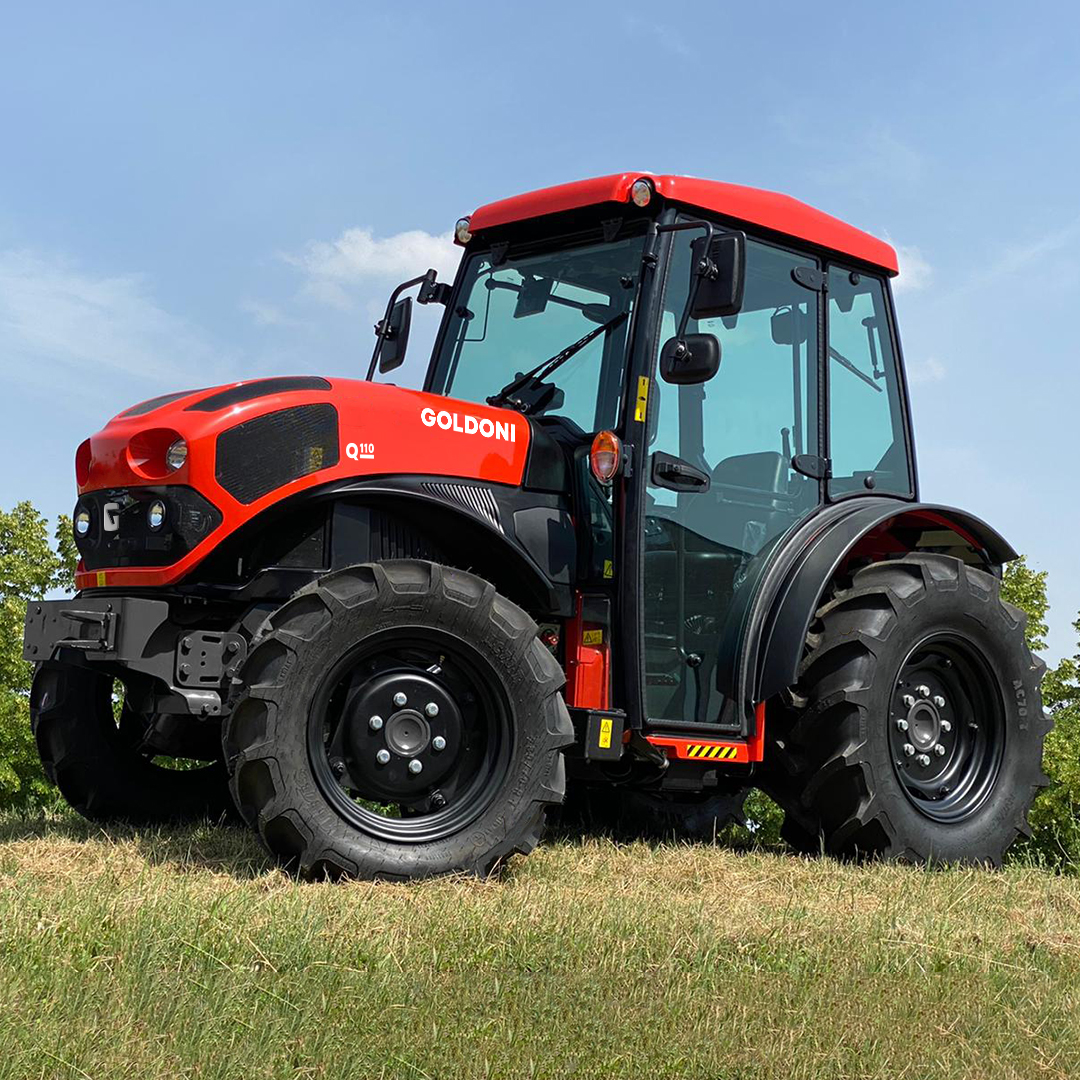
Goldoni Q110

En 2004, Goldoni SpA inaugure une division R&D totalement indépendante "Ricerca & Sviluppo". En 2008, la société lance le "Boxter", qui sera récompensé par le prix de la "nouveauté technique" de l'EIMA International.
Le 19 mai 2016, la société est rachetée par le groupe italien Arbos, filiale à 100% du groupe chinois Foton Lovol Heavy Industry Ltd dont le siège social est installé à Weifang, province de Shandong, en République Populaire de Chine, jusqu'en février 2020.
En mars 2021, Keestrack, trouve une alliance avec Goldoni. Keestrack a sauvé 107 emplois.
En février 2022, la société présente les premières nouvelles: le nouveau logo qui change complètement. Parmi les nouveautés, la présentation de cinq nouveaux modèles.

## Produits
Les produits de la gamme Goldoni comprennent:
- Tracteurs isodiamétriques
- Tracteurs spécialisés
- Tracteurs à plateau
- Tracteurs à deux roues